# Eucinetomorphus ehlersi
Eucinetomorphus ehlersi is een keversoort uit de familie zwamspartelkevers (Melandryidae). De wetenschappelijke naam van de soort werd in 1884 gepubliceerd door Lucas Friedrich Julius Dominikus von Heyden.